# Ägidiuskirche (Brettach)

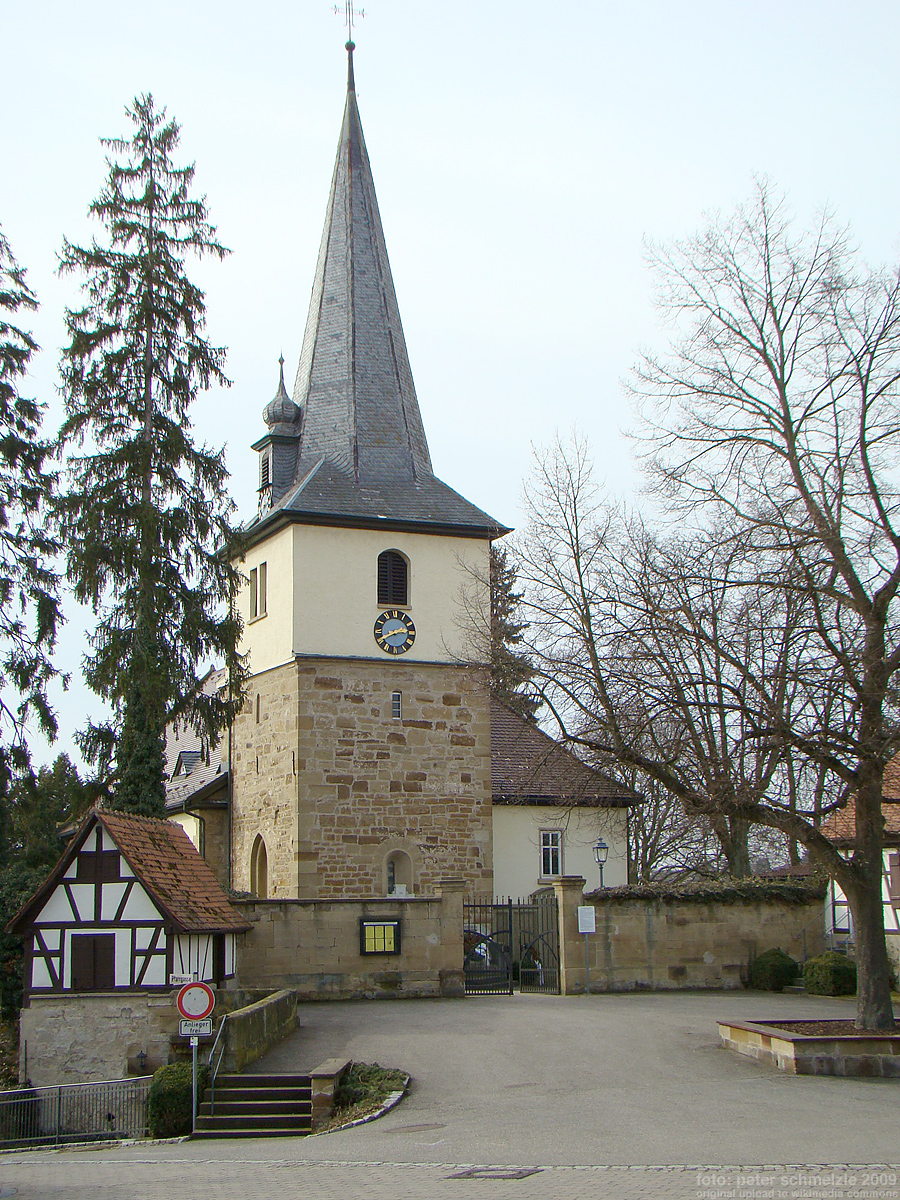
Die Ägidiuskirche in Brettach, links im Vordergrund der verbliebene Gaden

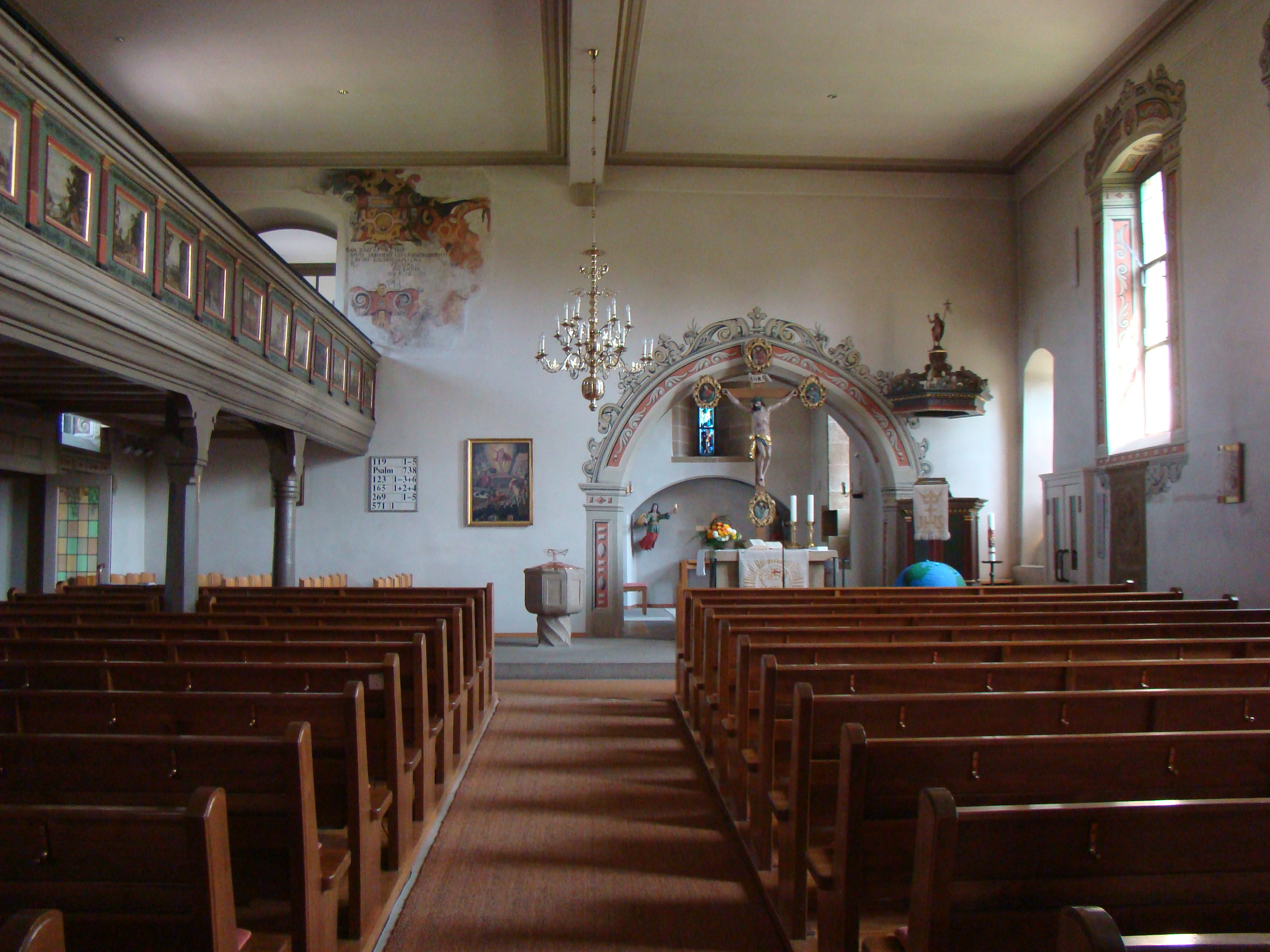
Blick durchs Langhaus zum Altar

Die Ägidiuskirche oder Kirche St. Peter und Paul ist eine ehemalige Wehrkirche in Brettach, einem Ortsteil von Langenbrettach im Landkreis Heilbronn im nördlichen Baden-Württemberg. Sie gehört zur evangelischen Kirchengemeinde Brettach im Kirchenbezirk Weinsberg-Neuenstadt der Evangelischen Landeskirche in Württemberg.

## Geschichte
Die 1264 erstmals erwähnte Kirche geht auf einen sehr alten, vermutlich alemannischen Kultplatz an einer Quelle zurück. Wohl im späten 10. Jahrhundert wurde die Kirche zu einer von Mauern umgebenen Wehrkirche mit Wehrgraben ausgebaut. Die Anlage umfasste einst neben der Kirche noch 23 so genannte Gaden, die als Fruchtlagerschuppen mit Gewölbekellern, aber auch als Zufluchtsstätten der Bevölkerung innerhalb der Wehranlage genutzt wurden. Das Patrozinium der Heiligen Petrus und Paulus ist seit 1471 bezeugt. Von den Erweiterungen der Kirche im 16. Jahrhundert künden das 1578 an die neue Westwand versetzte Portal von 1514 und eine Inschrift am Langhaus, die für dieses Jahr den Baumeister Clemens Vock nennt. Vor allem ging es damals um die beträchtliche Erweiterung (Flächen-Vervierfachung) des Kirchenschiffs nach Norden und Westen im Sinn einer Querkirche mit Einbau zunächst der West-, 1681 auch der Nordempore (einschließlich östlichem Schenkel an der Stirnwand bis über den Chorbogen) und Ausrichtung des Kirchengestühls zur Kanzel vor der Südwand (1955 als niedriger Ambo an die Chorbogenwand versetzt). Um 1570 wurde auch der Wehrgraben zugeschüttet und die zum Kirchbrunnen gefasste Quelle mit einem Gewölbe überdacht, wodurch der Lindenplatz vor der Kirche entstand. Die ohnehin damals schon baufälligen Gaden wurden ab 1578 abgerissen. Heute ist nur noch ein Gaden erhalten, der noch im 19. Jahrhundert als Gemeindegefängnis diente.
Die Kirche wurde vielfach umgebaut. Der Westeingang deutet auf eine Renovierung zur Zeit des Barocks hin. 1886 renovierte Heinrich Dolmetsch die Kirche, nochmals innenerneuert wurde sie 1955 durch Hannes Mayer, wobei der jeweilige Charakter des frühromanischen Chorraum und des Renaissance-Schiffs wieder hergestellt wurde.
Im Inneren der Kirche haben sich renaissancezeitliche Wandmalereien erhalten: von David Ebermann aus Heilbronn 1591 das Nordwandgemälde, welches Luther mit Schwan darstellt, wohl das älteste Luthergemälde in Württemberg, und von Hans Veit Becker aus Heilbronn 1681 die Wandgemälde von Isaaks Opferung bis zum neuen Jerusalem. Zur historischen Ausstattung zählen außerdem die über 20 Gemälde in den Brüstungsfelder der Emporen mit Darstellungen aus Altem und Neuem Testament, der hochbarocke Apostelalter von 1681 einschließlich Kruzifix mit Evangelisten-Medaillons an den vier Kreuz-Armen, die Kanzel, der historische Orgelprospekt von 1762, zwei Engelsfiguren im Turmsockel sowie ein Epitaphbild mit knienden Stiftern vor dem Auferstandenen an der Chorwand.
Zur Renovierung 1955 trug der Glasmaler Adolf Valentin Saile mit der Darstellung von Petrus, Paulus und Christus dem Weltenherrscher im Chorfenster bei.
Außen an der Kirche befinden sich zwei Kriegerdenkmale für die örtlichen Gefallenen beider Weltkriege (das zweite stammt von Helmuth Uhrig), im umliegenden Friedhof steht die große, um 1840 angepflanzte Blutbuche.
Im 18. Jahrhundert war Philipp Friedrich Hiller als Pfarrgehilfe an der Kirche tätig, von 1928 bis 1935 war Julius von Jan Pfarrer in Brettach.